# Fjodor Michailowitsch Burlazki

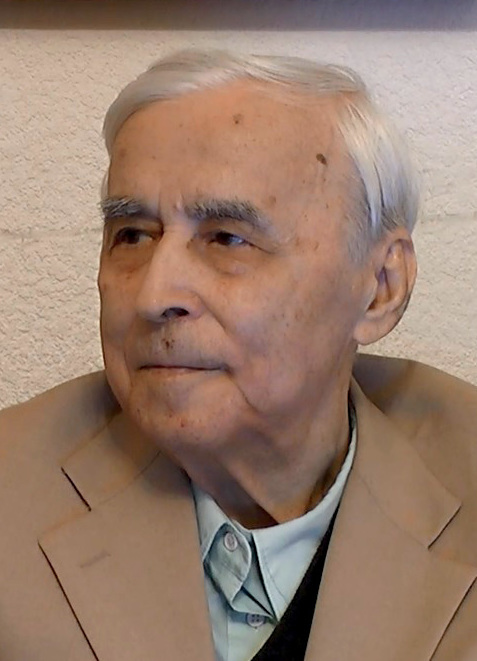
Fjodor Burlazki

Fjodor Michailowitsch Burlazki (russisch Фёдор Михайлович Бурлацкий; * 4. Januar 1927 in Kiew, Ukrainische SSR; † 26. Februar 2014) war ein sowjetischer bzw. russischer Politologe, Journalist und Publizist.

## Leben
Burlazki wurde in eine Familie überzeugter Kommunisten geboren. Er schloss das Juristische Institut in Taschkent 1947 ab und promovierte 1951. Das Thema seiner Dissertation lautete Die politischen Ansichten N. A. Dobroljubows (russisch Политические взгляды Н. А. Добролюбова). Von 1952 bis 1964 arbeitete Burlazki als Redakteur bei der Parteizeitschrift Kommunist, dieser Tätigkeit schloss sich eine Anstellung als Redakteur bei der Parteizeitung Prawda an. 1964 habilitierte sich Burlazki mit einer Arbeit über Staat und Politik (russisch Государство и политика). Von 1971 bis 1989 unterrichtete Burlazki das Fach marxistisch-leninistische Philosophie am Institut für Gesellschaftswissenschaften beim Zentralkomitee der KPdSU. Er wurde 1989 in den Volksdeputiertenkongress gewählt, dem er bis 1991 angehörte. Darüber hinaus war Burlazki in den Jahren 1990 und 1991 Chefredakteur der Literaturnaja gaseta.
Er war Mitglied der RAN. Burlazki starb im Februar 2014 und wurde auf dem Moskauer Friedhof Trojekurowo beerdigt.

## Veröffentlichungen (Auswahl)
- Маоизм — угроза социализму в Китае (Der Maoismus - Eine Gefahr für den Sozialismus in China) Moskau 1968.
- Ленин, государство, революция (Lenin, der Staat und die Revolution) Moskau 1970.
- Женева: вчера, сегодня, завтра (Genf: gestern, heute, morgen) Moskau 1986.
- Никита Хрущев и его советники (Nikita Chruschtschow und seine Berater) Moskau 2002.